# Schloss Bröllin

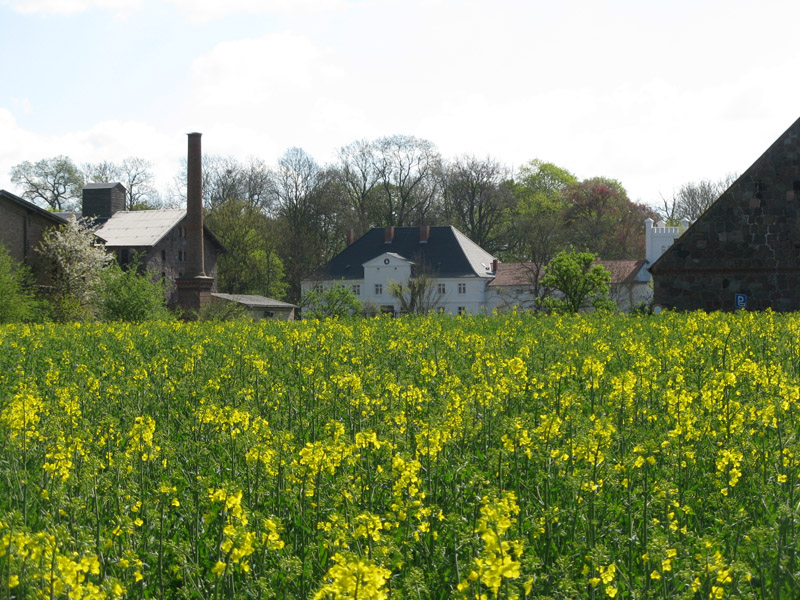
Schloss Bröllin

Schloss Bröllin ist ein mindestens seit 1233 bestehender Gutshof in der deutschen Region Vorpommern und liegt in der deutsch-polnischen Grenzregion etwa 40 km westlich von Stettin und 130 km nördlich von Berlin.
Es ist einer der wenigen Gutshöfe der Region, welche als Ganzes erhalten sind und somit auch ein wichtiges Zeugnis der Entwicklung der regionalen landwirtschaftlichen Produktion. In der Gemeinde Fahrenwalde ist es als Baudenkmal registriert.
Trotz des Namens handelt es sich beim „Schloss“ Bröllin jedoch nicht um ein Schloss im eigentlichen Sinne, sondern um ein altes Rittergut. Inspiriert vom Turm des Gutshauses, begannen Anwohner in den 1970er Jahren, vom „Schloss“ zu sprechen, was dem Ort seinen heutigen Namen verlieh.

## Lage
Bröllin befindet sich in der deutsch-polnischen Grenzregion, sechs Kilometer südlich von Pasewalk und 40 km westlich von Stettin, in der Gemeinde Fahrenwalde.

## Architektur

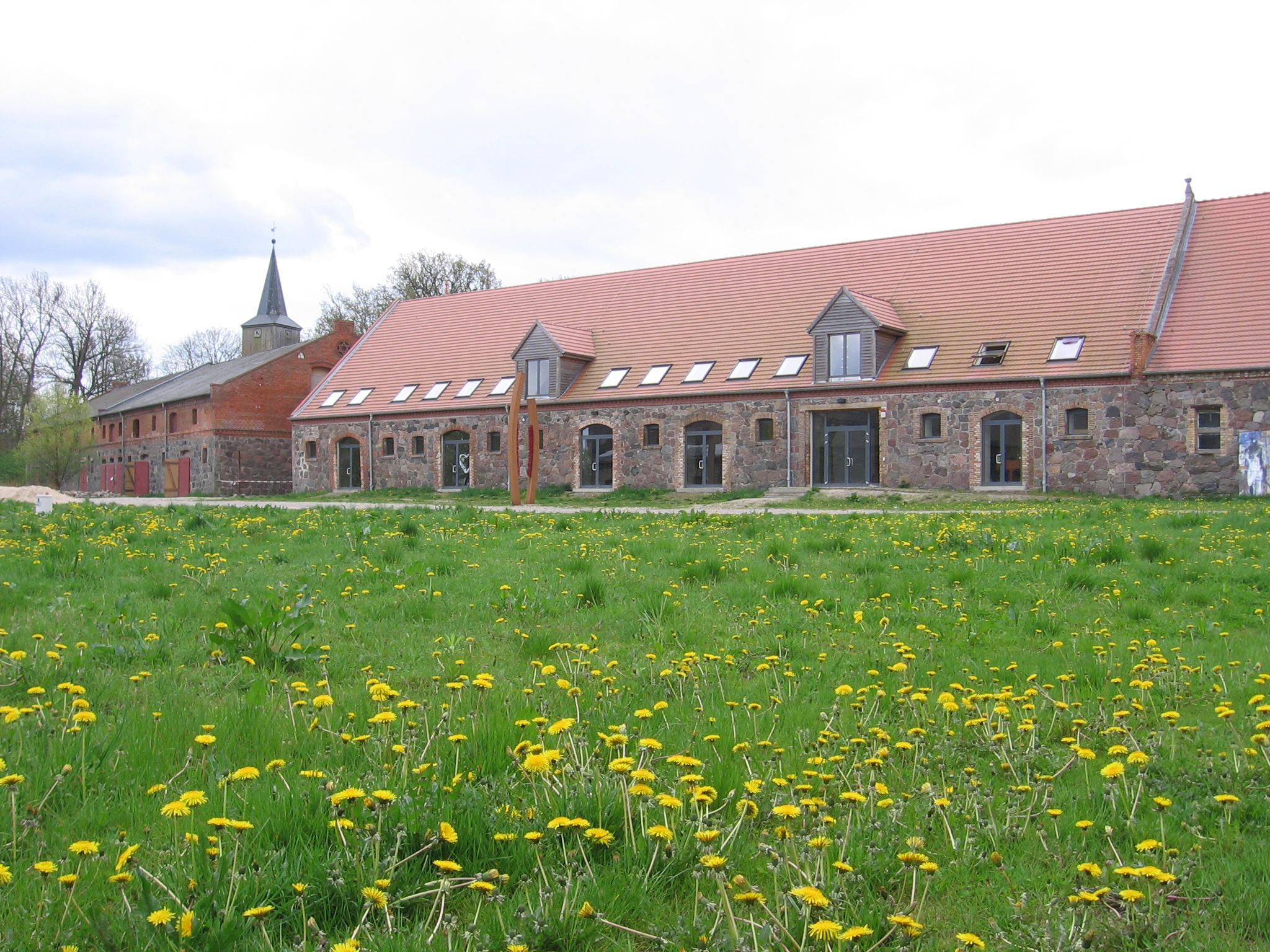
Das deutsch-polnische Begegnungszentrum im Gebäude des früheren Bullenstalls

Der Gutshof umfasst eine Fläche von rund 50.000 m2 Land. Die alten Stallgebäude umschließen das Gelände rechteckig. In der Mitte befinden sich der ehemalige Kornspeicher und eine alte Brennerei. Letztere wurde errichtet, nachdem die Familie Stoewahs das Gelände 1854 erworben hatte.
Das Gutshaus ist das älteste Gebäude auf dem Anwesen und wurde im 18. Jahrhundert errichtet. Eine Feldsteinkirche wurde 1888 neben dem Anwesen errichtet und gehört heute zur evangelischen Gemeinde Brüssow.
Heute befinden sich im Gutshaus die Wohnräume für Bewohner und Freiwillige, die Verwaltung, mehrere Büros, ein Gemeinschaftsraum und eine kleine Bibliothek. Hinter dem Gutshaus befindet sich der Garten des Anwesens mit einem alten Eiskeller und historischem Bienenhaus.
Der frühere Schafsstall erstreckt sich über 100 m entlang des nördlichen Endes und wird vor allem als Lagerraum verwendet. Am westlichen Ende befinden sich eine Werkstatt und die ehemalige Reithalle mit Betonfußboden und hoher Decke.
Im früheren Bullenstall im Süden befindet sich heute das deutsch-polnische Begegnungszentrum. Das Gebäude wurde 2005–2006 vollständig renoviert und zu einem multifunktionellen Zentrum mit Gästeräumen, sowie Räumlichkeiten für Proben, Workshops und Konferenzen ausgebaut. Der zweite ehemalige Bullenstall beherbergt drei Studioräume mit Tanzschwingböden für Proben und Produktionen.

## Geschichte

### Frühe Geschichte
Die erste historische Erwähnung Bröllins ist auf das Jahr 1233 datiert, als der Ort noch Bralin hieß, benannt nach seinen damaligen Eigentümern. Dieselbe Familie war auch im Landregister von 1375 als Besitzer eingetragen, dann unter dem Namen Brellyn. Den Aufzeichnungen zufolge bemaß sich das Land auf 50 ‚Hufen’, was auch der heutigen Fläche des Anwesens entspricht. 
Zwischen 1375 und 1738 gehörte das Gut der Familie von Lindstedt, die ab 1400 auf Bröllin saß. Nachdem der junge B. H. von Lindstedt von der Armee desertierte, übergab der preußische König Friedrich Wilhelm I. das Anwesen an einen von Görne, welcher es wiederum an die Prüwer Familie verkaufte. 
Die Prüwers erweiterten den landwirtschaftlichen Betrieb Bröllins und erbauten das benachbarte Dorf Friedrichshof, wo sie Landarbeiter und Schafhirten ansiedelten, die ihrerseits Steuern an Bröllin zahlten. Die von Winterfeld erbauten wohl im 18. Jahrhundert das Gutshaus. Friedrichshof blieb unter der Verwaltung von Bröllin, bis es 1931 von einer kommunalen Siedlungsgesellschaft erworben wurde.
Im Jahr 1854 wurde das Land von der Stoewahs Familie erworben. Dies war eine Zeit des enormen Wachstums für die deutsche Landwirtschaft. Um der enormen Nachfrage gerecht werden zu können, verwendete man neueste technologische Entwicklungen bei der Entwicklung und dem Umbau des Anwesens und der Gebäude. Hierdurch wandelte sich Bröllin in eine der modernsten landwirtschaftlichen Produktionsanlagen der damaligen Zeit in der gesamten Region. Ein Großteil der landwirtschaftlichen Gebäude sowie die Schnapsbrennerei stammen aus dieser Zeit.

### DDR/LPG
Nach dem Zweiten Weltkrieg wurde ländliche Gebiete in der sowjetischen Besatzungszone im Zuge der Bodenreform zwischen verschiedenen Gruppen und Einzelpersonen zum Zwecke der landwirtschaftlichen Verwendung neu aufgeteilt. Das Anwesen Schloss Bröllin wurde durch verschiedene Landwirtschaftliche Produktionsgenossenschaften (LPGs) mit 2500 Tieren und 300 Angestellten weiterbetrieben. Nach der Wende wurden die LPGs abgewickelt und das Anwesen ging in die Verantwortung der Treuhandanstalt über.

### Heute
Im Jahr 1992 pachtete der neugegründete gemeinnützige Verein schloss bröllin e. V. das Gelände von der Treuhandanstalt und begann Renovierungsarbeiten, um den Ort in ein Produktionszentrum für darstellende Künste zu wandeln. Ziel des Vereins ist das Engagement in regionalen und internationalen Netzwerken, die Durchführung von Workshops und Jugendprojekten und Raum für künstlerische Produktion und Forschung zu bieten. Das Anwesen steht seit 1993 unter Denkmalschutz und ging 2000 in den Besitz des schloss bröllin e. V. über. Der Verein kümmert sich zusätzlich um den Erhalt und die Pflege der Gebäude und des umliegenden Landes.
Heute firmiert der Gutshof unter dem Namen Schloss Bröllin international art research location. Er gehört dem Verein schloss bröllin e. V., wird von ihm erhalten und von Angestellten und Freiwilligen betrieben. Viele Freiwillige finden ihren Weg über den Europäischen Freiwilligendienst und regionale Initiativen nach Bröllin oder leisten ein Freiwilliges Ökologisches oder Soziales Jahr ab. Der Verein wird unter anderem von der Kulturstiftung des Bundes, dem Ministerium für Bildung, Wissenschaft und Kultur des Landes Mecklenburg-Vorpommern, dem Landkreis Vorpommern-Greifswald, der LAG Soziokultur MV e.V und der Stiftung für deutsch-polnische Zusammenarbeit gefördert. Der schloss bröllin e. V. beteiligt sich an einer Reihe regionaler Netzwerke und Initiativen und ist seit 2014 Träger der Initiative Ästhetik & Nachhaltigkeit M-V.
Während der Sommermonate beherbergt Bröllin eine Reihe von nationalen und internationalen Künstlern im Rahmen des hauseigenen Residenzprogramms. Workshops, künstlerische Projekte, Jugendprojekte, Konferenzen und andere Veranstaltungen finden regelmäßig in Bröllin statt. Über 500 Produktionen aus den Bereichen Tanz, Theater und Performance wurden bisher vollständig oder in Teilen in Schloss Bröllin produziert.

## Residierende Künstler
Von 1992 bis 1994 war Bröllin Wohn- und Arbeitsort des RA.M.M. Theaters unter der Leitung von Arthur Kuggeleyn, welches eine wichtige Rolle in der frühen Entwicklung des Anwesens zu einem Ort für Kunst und Kultur spielte. Andere Gruppen und Individuen wie zum Beispiel POPE, Ziguri Ego Zoo (Anna Totó Company seit 2001), tatoeba-theatre danse grotesque, Daniel Weissrot, Delta Rai, Martin Mengdehl, Yumiko Yoshoíoka, Joaxhim Manger und Jens Femerling haben in den folgenden Jahren den Ort mitgeformt.